# Gunnar Asplund
Erik Gunnar Asplund, född 22 september 1885 i Hedvig Eleonora församling i Stockholm, död 20 oktober 1940 i Engelbrekts församling, var en svensk arkitekt och professor i arkitektur vid KTH. 
Till hans stora arbeten räknas Skogskyrkogården (tillsammans med Sigurd Lewerentz), Stockholms stadsbibliotek, utställningspaviljongerna på Stockholmsutställningen 1930 och tillbyggnaden på Göteborgs rådhus samt Stockholms stadsarkiv, som var hans sista projekt.

## Utbildning och tidiga år

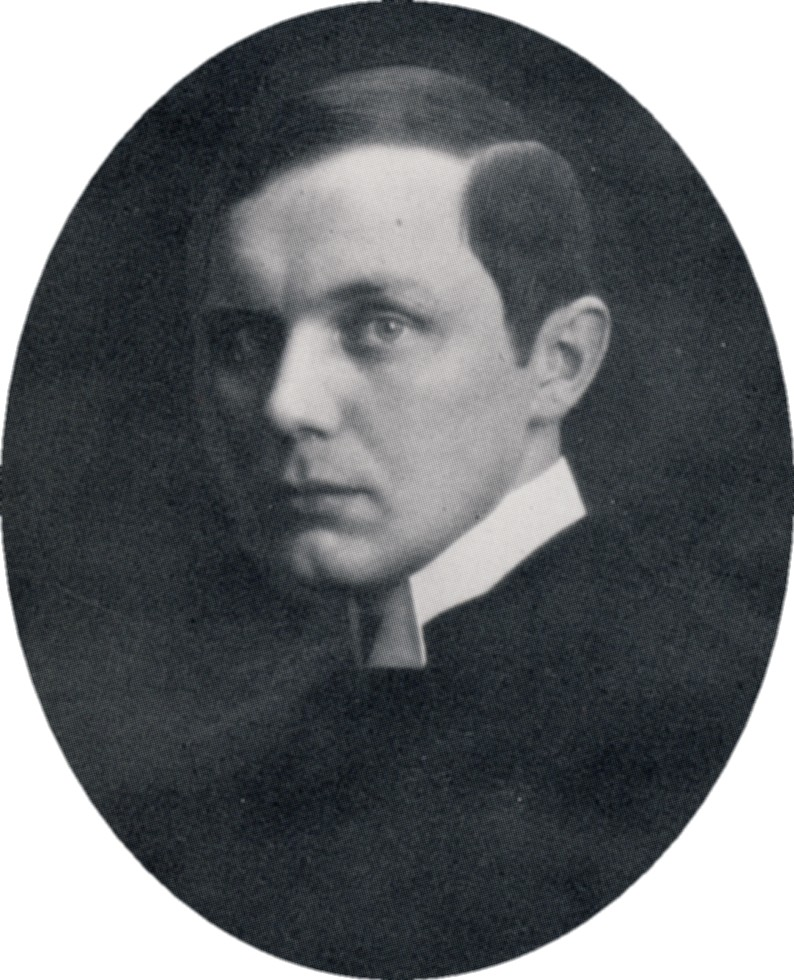
Ungdomsporträtt

Gunnar Asplunds föräldrar var uppbördskommissarien Frans Otto Asplund och hans maka Louise, född Pettersson. År 1904 tog Gunnar Asplund studentexamen vid Norra Latin i Stockholm och 1909 avlade han arkitektexamen vid Tekniska skolan. Vid den tiden hörde även en utbildning på Konstakademien till arkitektens skolning, men Asplund (och många andra unga arkitekter) ansåg Konstakademins undervisning vara föråldrad och sökte sig till en privat skola som blev känd under namnet Klara skola. Klara skola var en fri akademi som leddes av Ragnar Östberg, Ivar Tengbom, Carl Westman och Carl Bergsten. Skolan var privatfinansierad och existerade bara ett år kring 1910. Här var det främst Östberg som inspirerade Asplund. 
Till Asplunds kurskamrater hörde bland annat  Osvald Almqvist och Sigurd Lewerentz. Med den senare skulle Asplund framöver ha ett intimt samarbete med skapandet av Skogskyrkogården i Stockholm. År 1910 gjorde Asplund en studieresa till Tyskland, och 1912 blev han arkitekt vid Stockholms stadsbyggnadskontor. Han var assistent i arkitektur vid KTH 1912–13, speciallärare i ornamentik där 1917–18 samt redaktör för tidskriften Arkitektur 1917–20 och blev 1918 tjänstgörande arkitekt utom stat i Byggnadsstyrelsen.
Efter Klara skola avslutade Asplund sin arkitekturutbildning med den klassiska Italienresa som han företog med egna medel. Vintern och våren 1914 tillbringade han i Italien. Hans egna fotografier visar att han särskild intresserade sig för templens läge i landskapet och för kolonnaden kring det öppna rummet. I sin dagbok skrev han: ”Templen behöver höjden, mödan att komma dit ökar vördnaden”.
Under och efter första världskriget deltog Asplund framgångsrikt i talrika arkitekttävlingar, en av dem var tävlingen om Skogskyrkogården som han vann tillsammans med Lewerentz.  Vid Hemutställningen 1917 på Liljevalchs uppmärksammades hans bostadskök, där han visade att även en trång bostad kunde gestaltas mänskligt. Till hans tidiga verk räknas även Villa Snellman som han ritade 1917–1918.

## Biografi

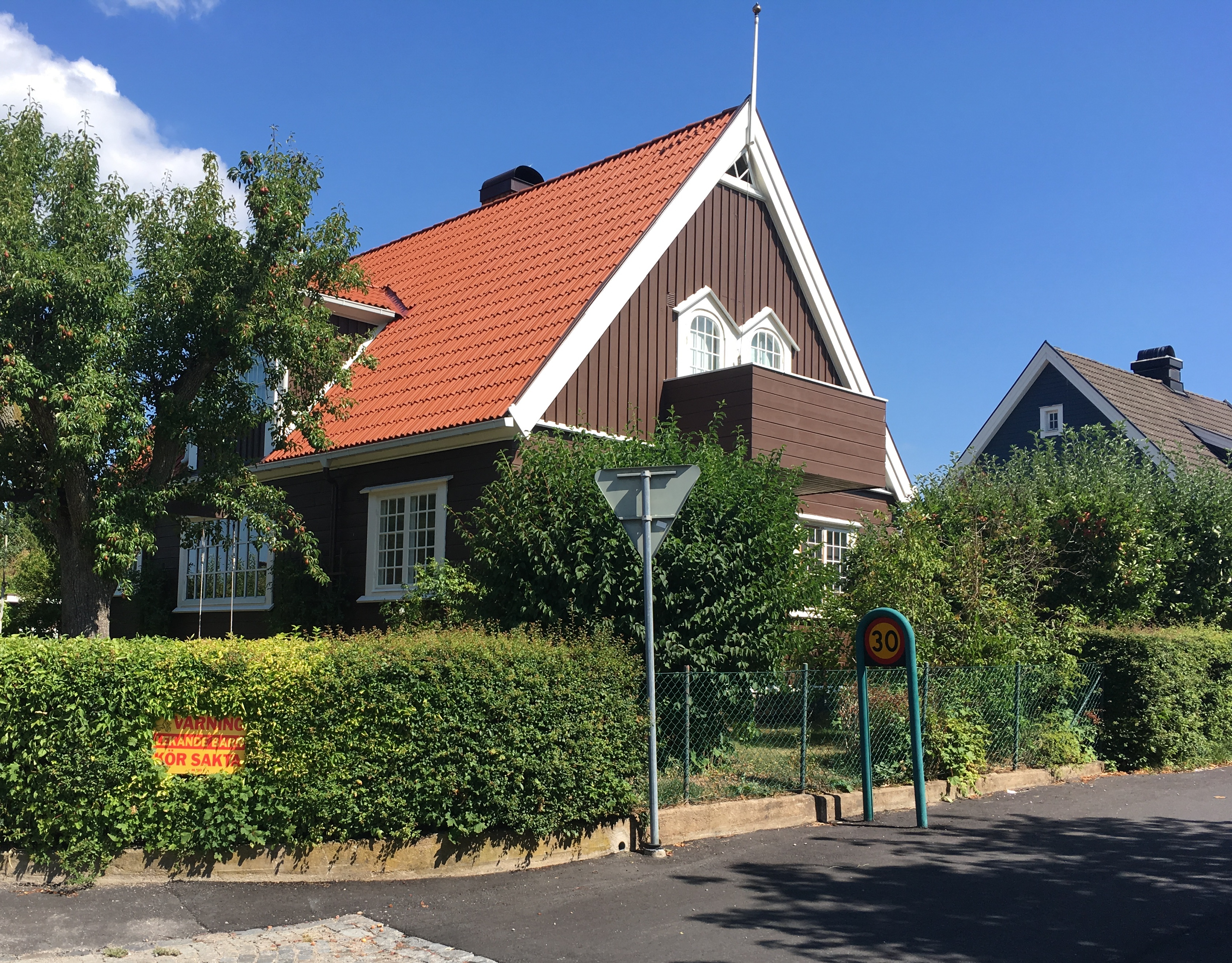
Asplunds villa i Ronneby byggd 1909.

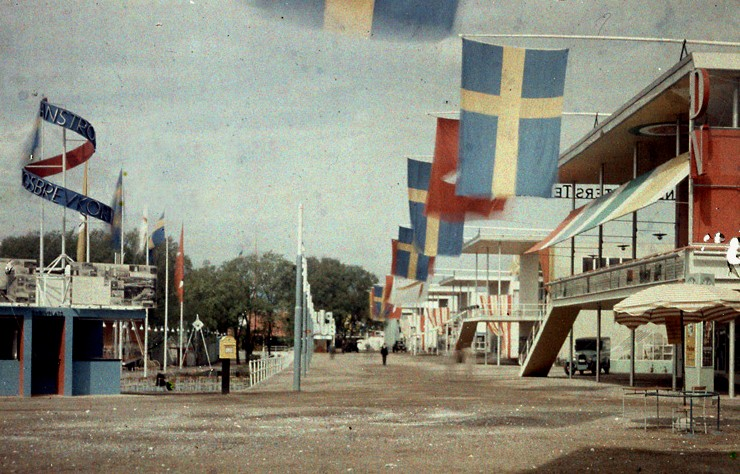
Stockholmsutställningen 1930

Asplund räknas som en av de stora arkitekterna under mellankrigstiden. Han var såväl en av de främsta företrädarna för 1920-talets Nordisk klassicism med Stockholms stadsbibliotek (1928) som en av pionjärerna för funktionalismen, som han introducerade i Sverige i och med Stockholmsutställningen 1930, där han var huvudarkitekt. 

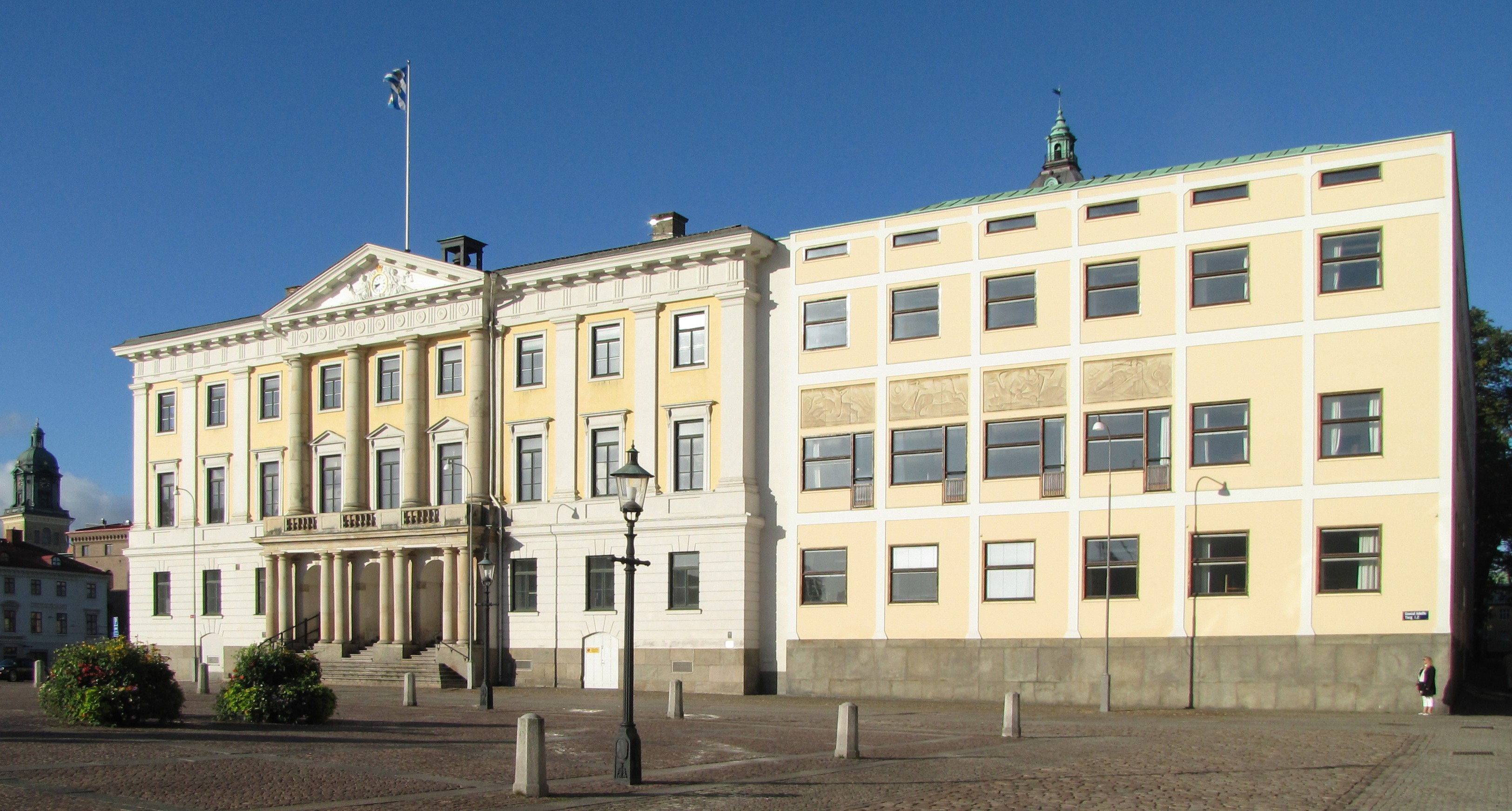
Rådhuset vid Gustaf Adolfs torg i Göteborg, Asplunds tillbyggnad till höger.

Gunnar Asplunds första helt egna verk var en villa i Ronneby på Övre Brunnsvägen 21 (kvarteret Ärlan 10) för överbanmästare Edvard Johansson, uppförd 1909. Uppdraget förmedlades av Wahlmans arkitektkontor där Asplund arbetat under studietiden. 
Vid Övre Brunnsvägen 17 byggdes en villan, som är ritad 1906 av Lars Israel Wahlman och beställd av trafikchefen Carl Haqvin Fogelberg vid Blekinge kustbana. Under just denna tidsperiod praktiserade Gunnar Asplund på Wahlmans arkitektkontor.
Han var också arkitekten bakom exempelvis tillbyggnaden på Göteborgs rådhus (1913–37), Karl Johansskolan (1925), Skogskyrkogården med Skogskapellet och Skogskrematoriet (1915–40) samt Karlshamns läroverk (1912–18). Han var också arkitekten bakom så vitt skilda byggnader som Villa Snellman (1917–18) i Djursholm och en lagerhusmodell som byggdes på nio orter i Sverige under första världskriget.
Asplunds arkitektkontor var aldrig stort och han ville själv formge sina byggnader in i minsta detalj. Bland medarbetarna under 1920-talet märks bland annat Uno Åhrén (Skandia-Teatern) och Sven Ivar Lind (Stadsbiblioteket). Efter den uppmärksammade Stockholmsutställningen, på höjden av sin karriär, sinade plötsligt uppdragen. 
År 1931 blev han professor i arkitektur vid Kungliga Tekniska högskolan i Stockholm. Samma år var han medförfattare till den radikala debattboken "acceptera". Från 1933 kom en rad nya uppdrag och kontoret växte igen, men det fanns aldrig fler än fyra–fem anställda. Under 1930-talet arbetade bland annat Tore Ahlsén och Carl-Axel Acking hos Asplund. I slutet av 1930-talet ritade han sommarhuset Stennäs vid Hästnäsviken i Nynäshamns kommun som blev hans och familjens rekreationsställe.
Asplund ritade ett 70-tal byggnader; av dem utfördes cirka 40, medan resten stannade på pappret.  Han var även en skicklig designer för möbler och belysningsarmatur. Den så kallade Asplundlampan formgav han 1922 för Skandiabiografen; lampan produceras fortfarande på 2000-talet.
Hans sista uppdrag var byggnaden för Stockholms stadsarkiv som han vann i inbjuden tävling. Läsesal och kontor invigdes först 1959, 19 år efter Asplunds död. Han avled 55 år gammal mitt uppe i intensivt arbete. Han gravsattes på Skogskyrkogården den 16 december 1940 i grav nr. 1B precis utanför Trons kapell, invid borgarrådet Yngve Larssons familjegrav. Ett enkelt epitafium bär inskriptionen: "Hans verk lever".
Asplund gifte sig första gången 4 augusti 1918 med Gerda Sellman och andra gången 1934 med Ingrid Kling. I första giftet föddes barnen Kerstin (1920), Hans (1921) och Ingemar (1924) och i andra giftet Johan (1936).

## Utmärkelser
Asplund blev ledamot av Akademien för de fria konsterna 1931, riddare av Vasaorden 1928 och riddare av Nordstjärneorden 1930. 

## Galleri, verk i urval

Ritningar
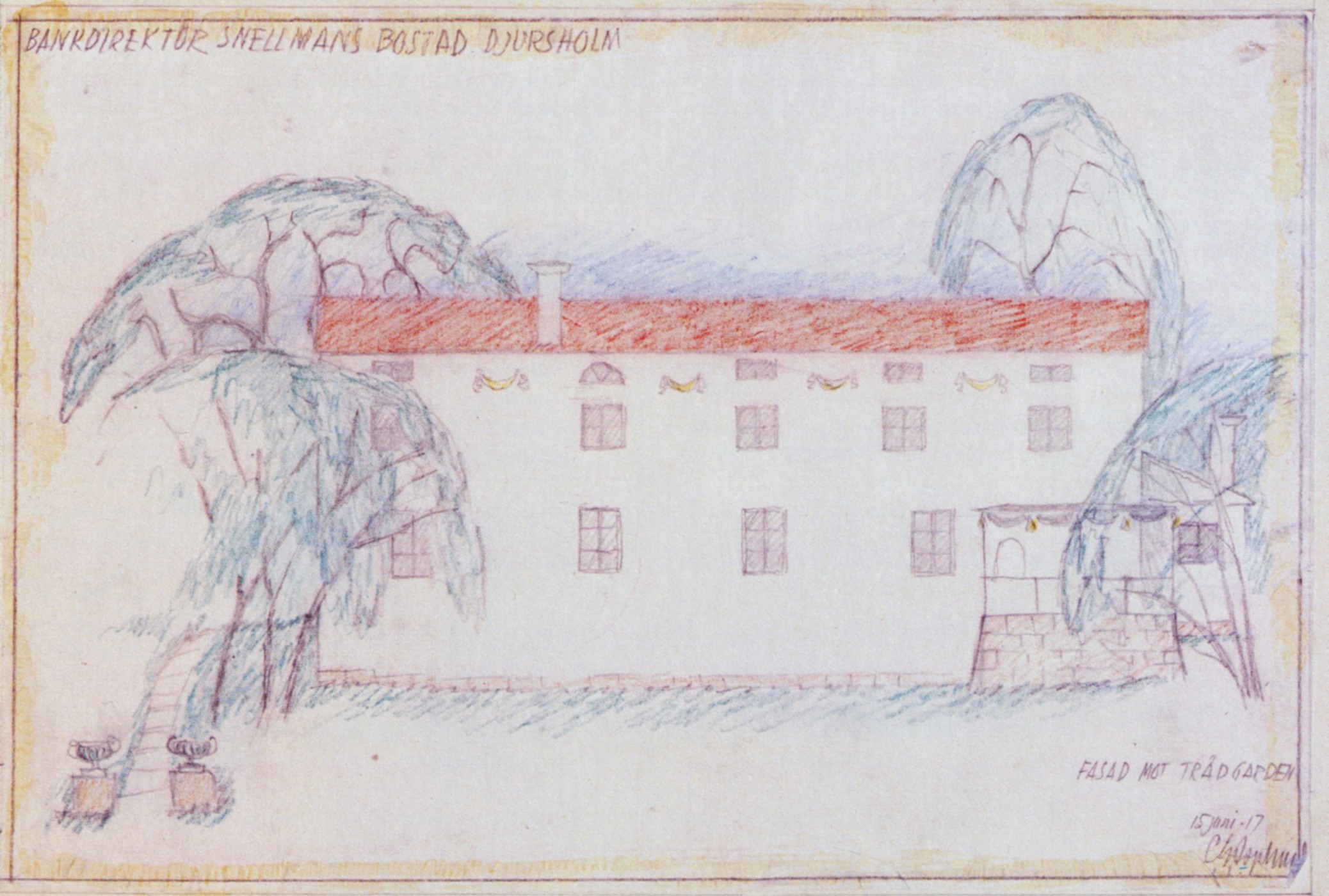
Villa Snellman juni 1917.
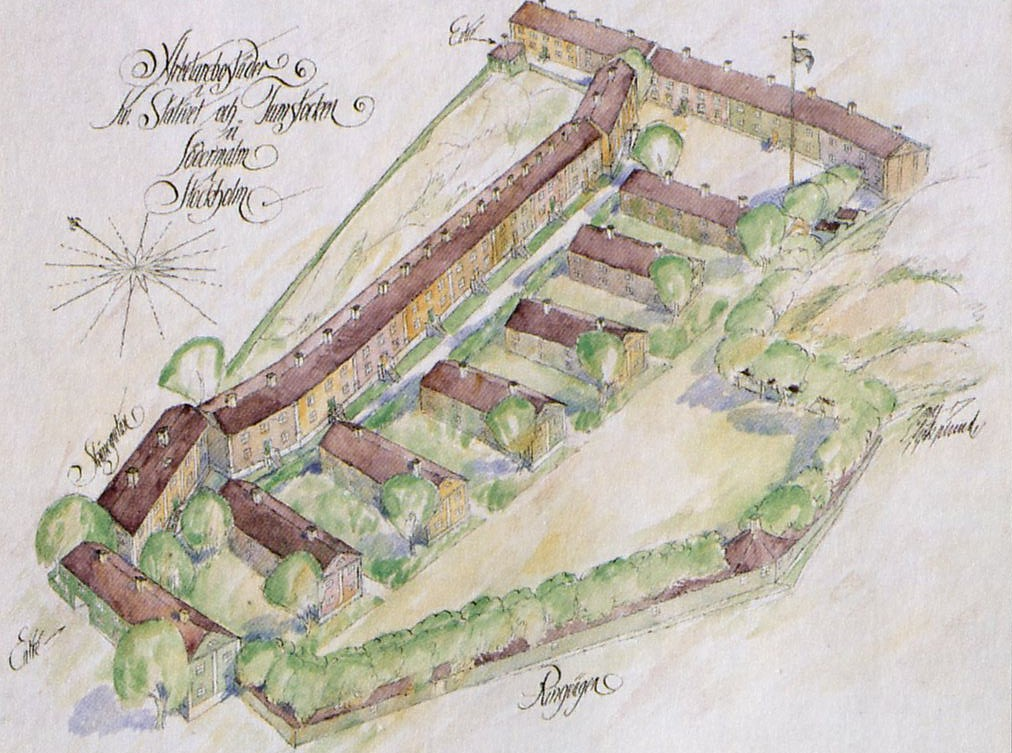
Förslag till nödbostäder i kvarteren Stativet och Tumstocken 1917.
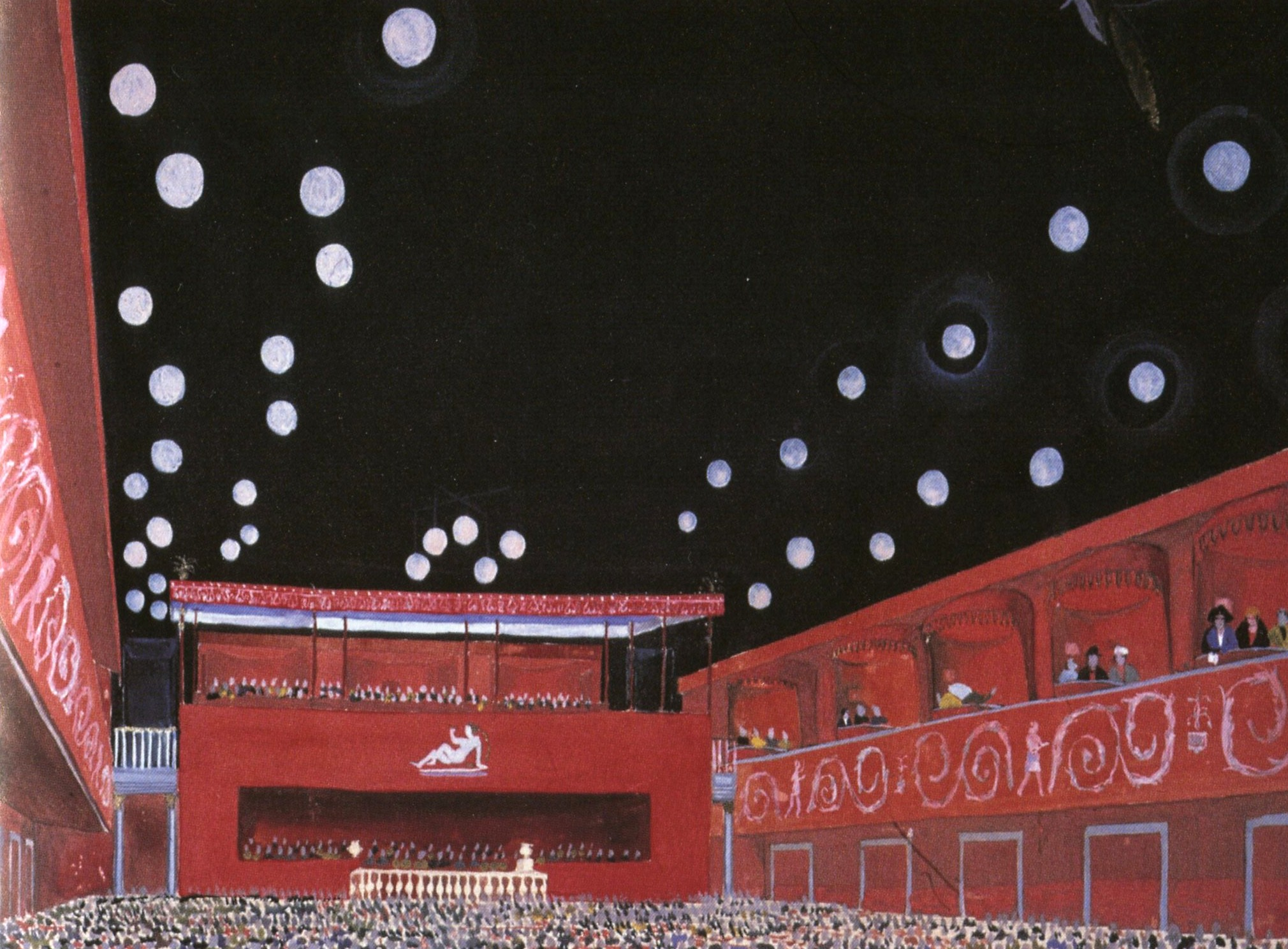
Salongen i Skandiateatern 1922.
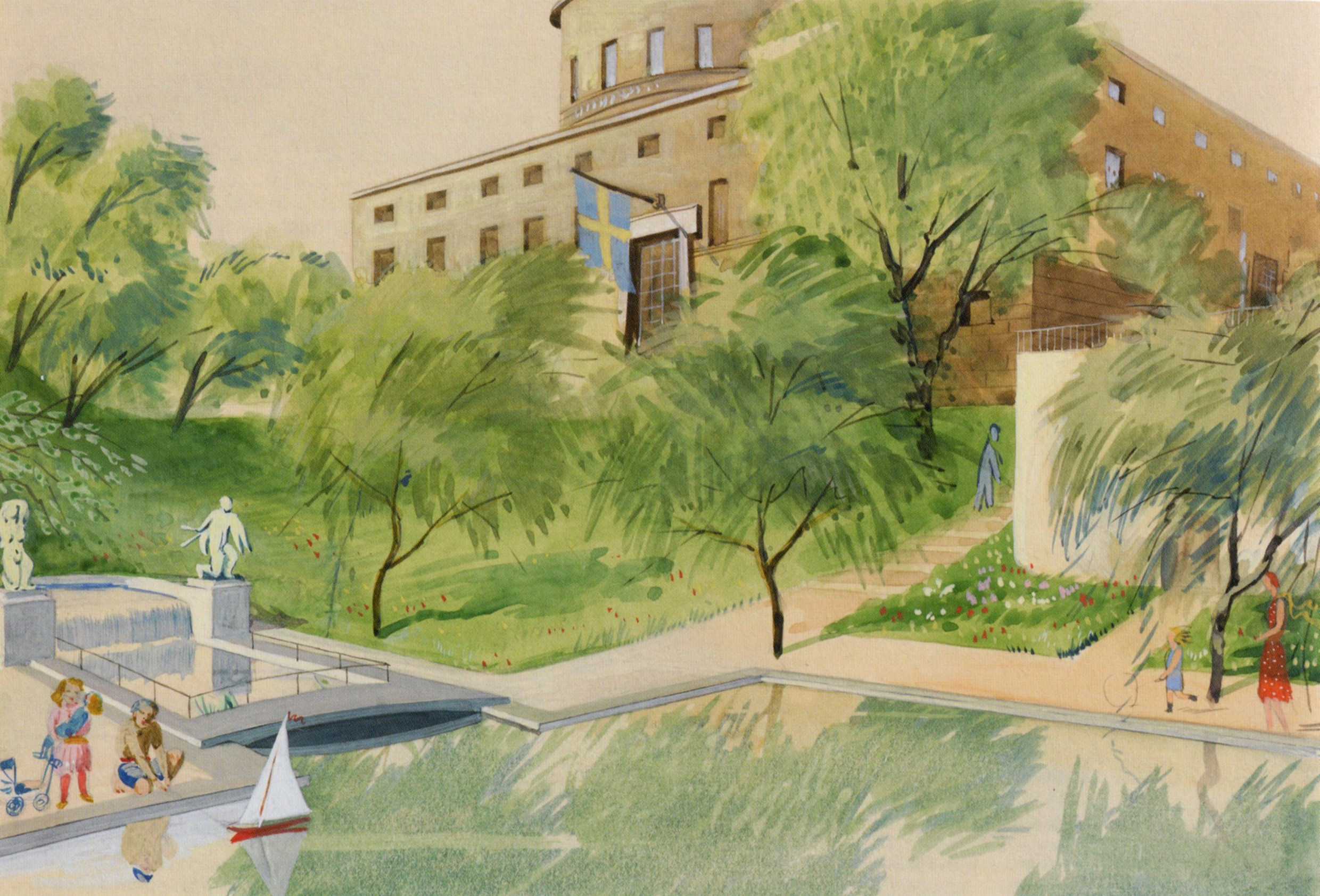
Stockholms stadsbibliotek och Observatorielunden 1931.

Byggnader
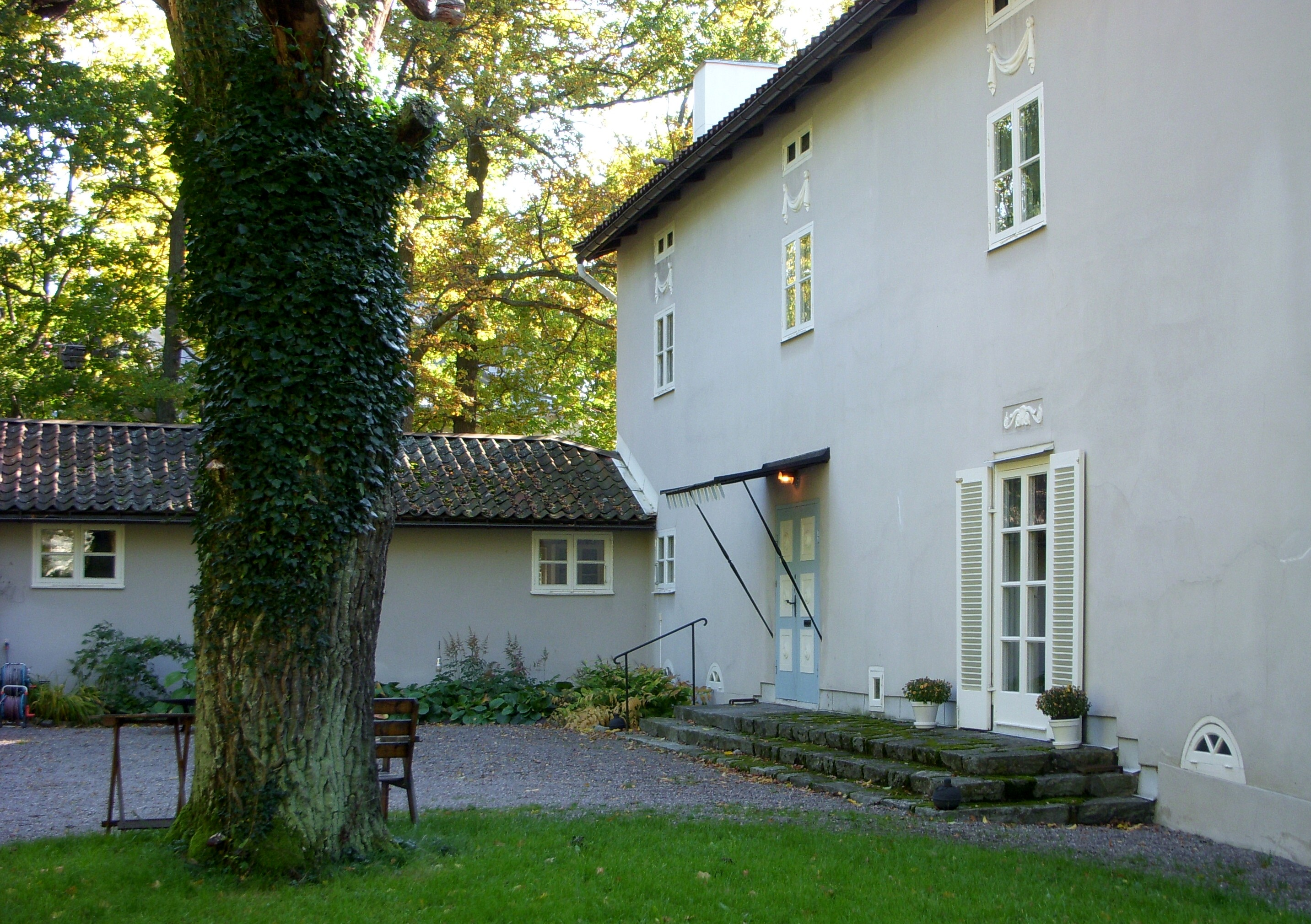
Villa Snellman, Djursholm
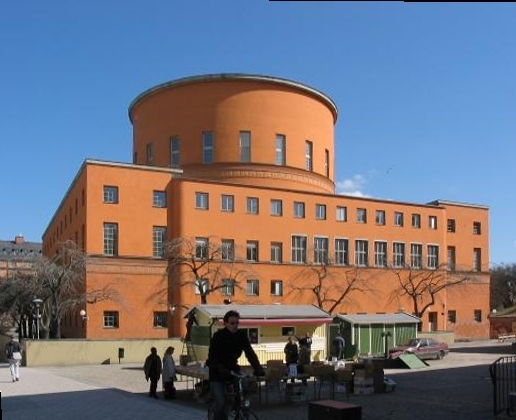
Stockholms stadsbibliotek
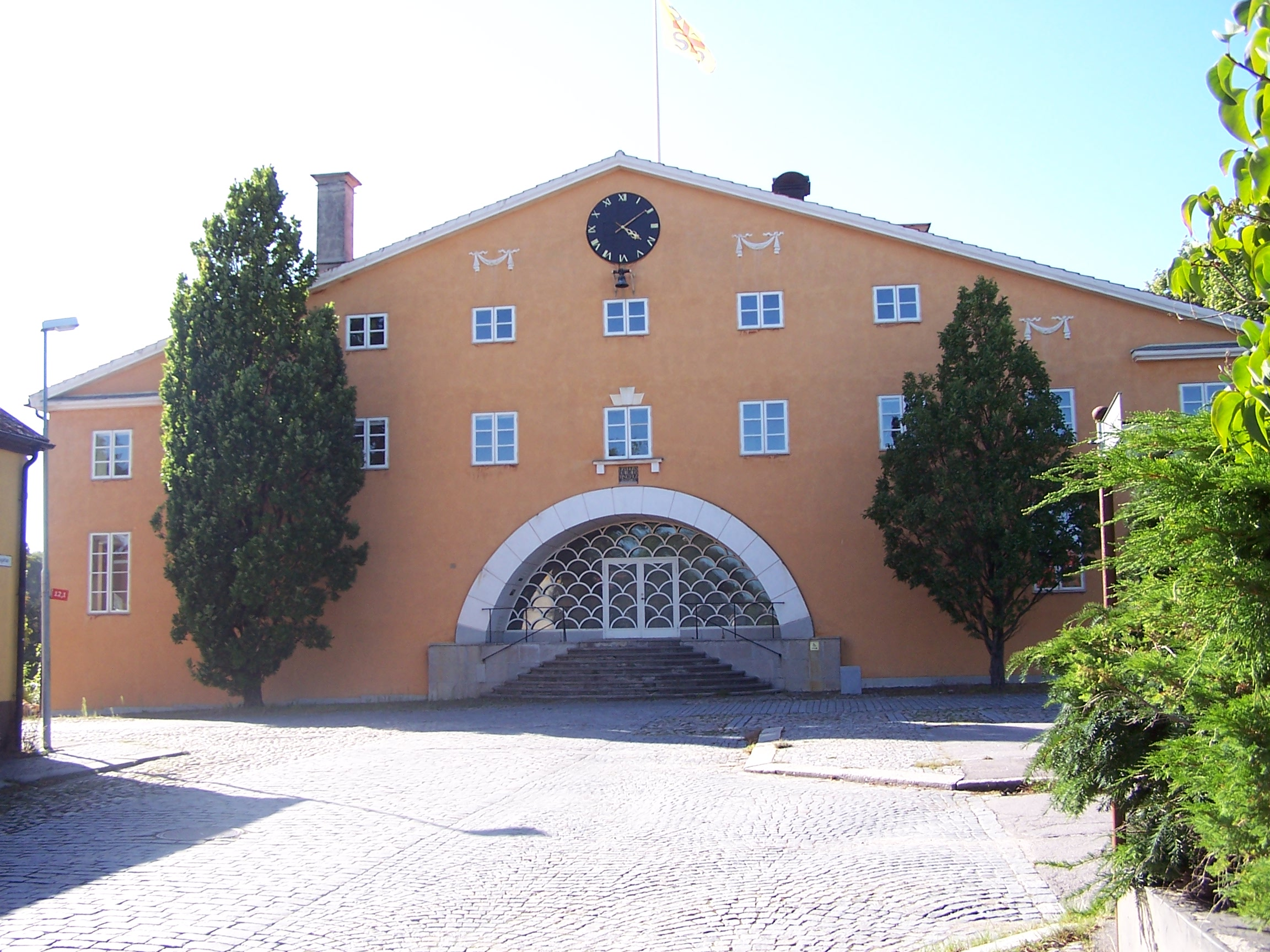
Listers härads tingshus, Sölvesborg
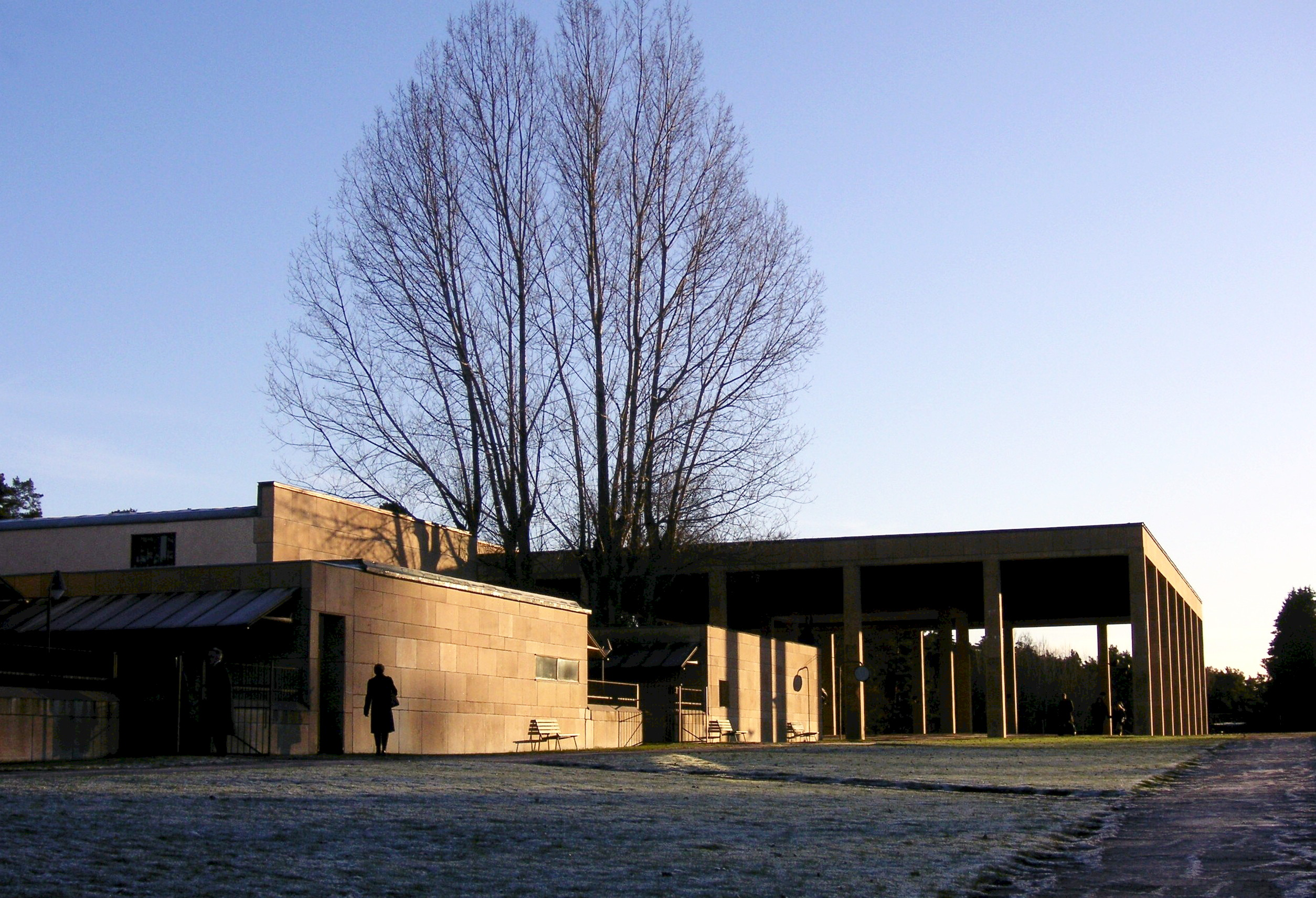
Skogskrematoriet med Monumenthallen

Interiörer
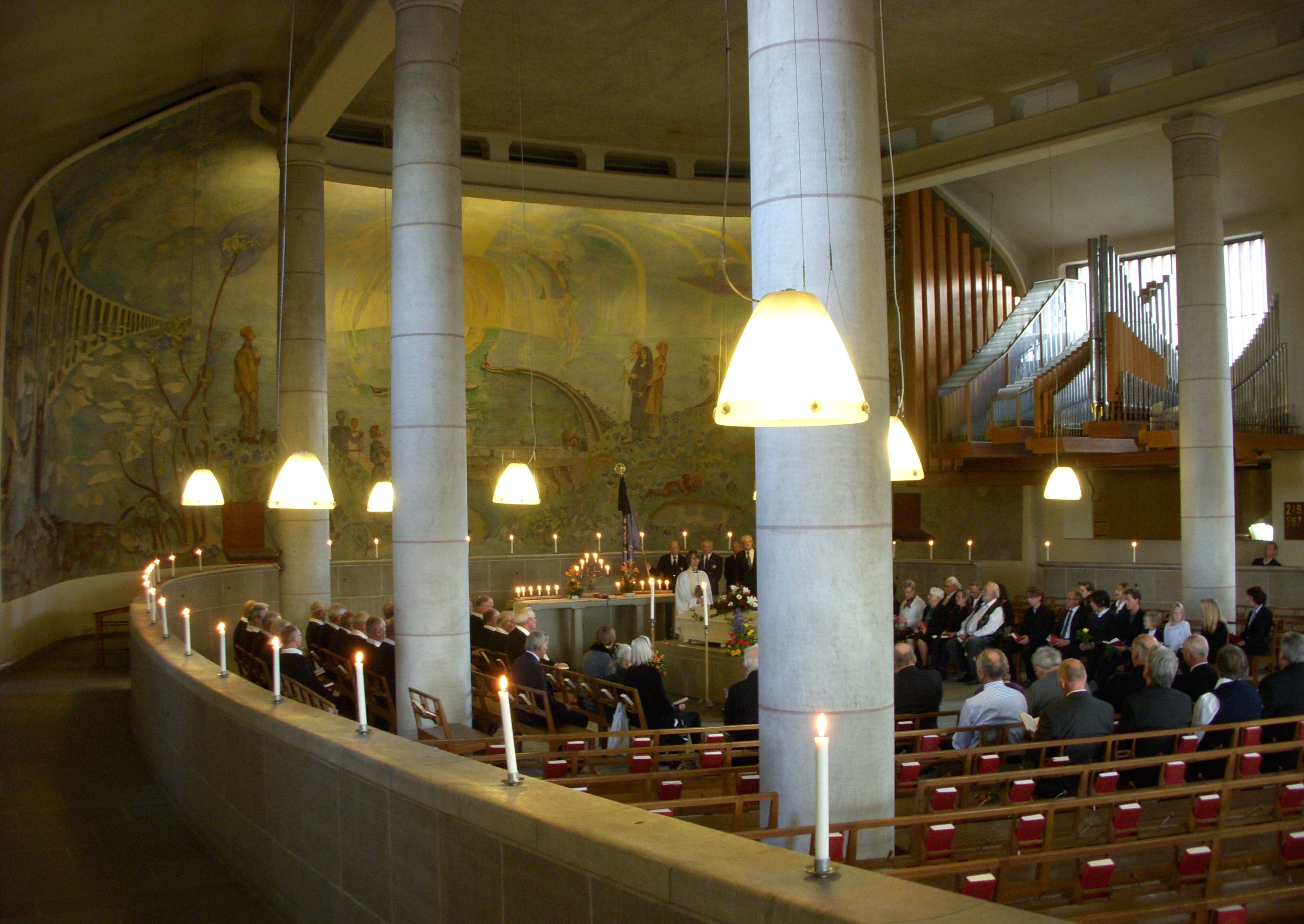
Heliga Korsets kapell
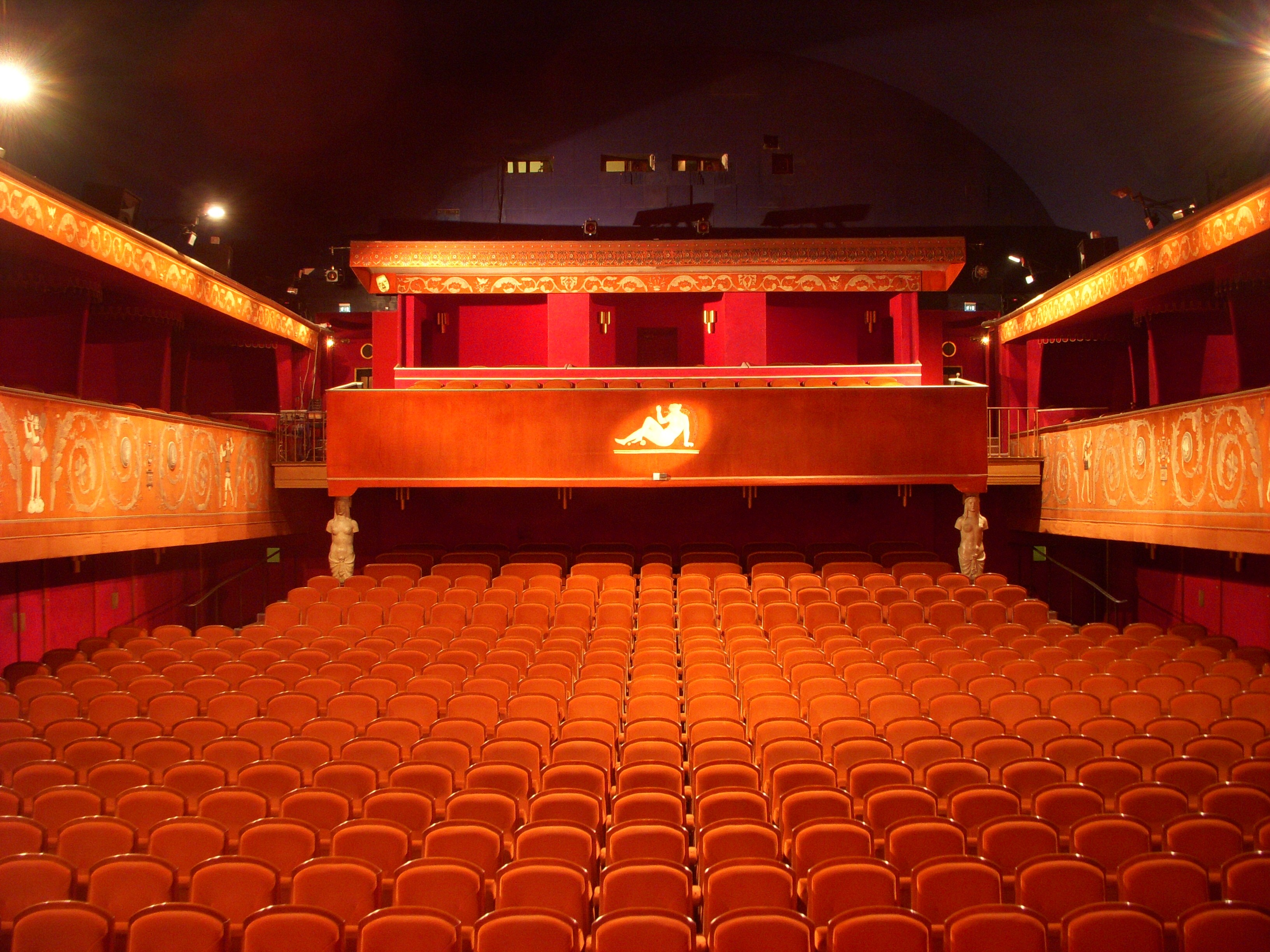
Skandia-Teaterns salong
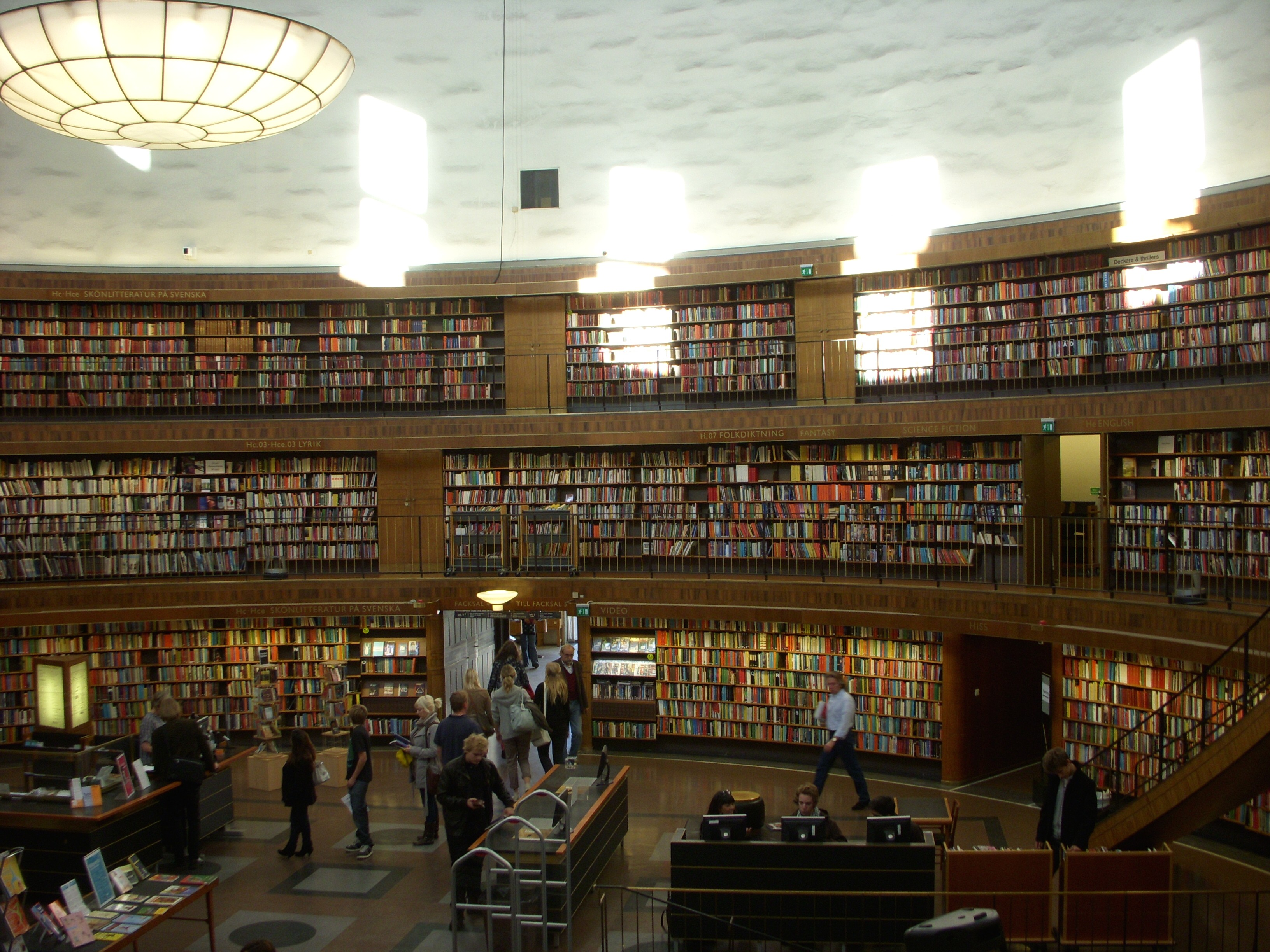
Stockholms stadsbibliotek, rotundan
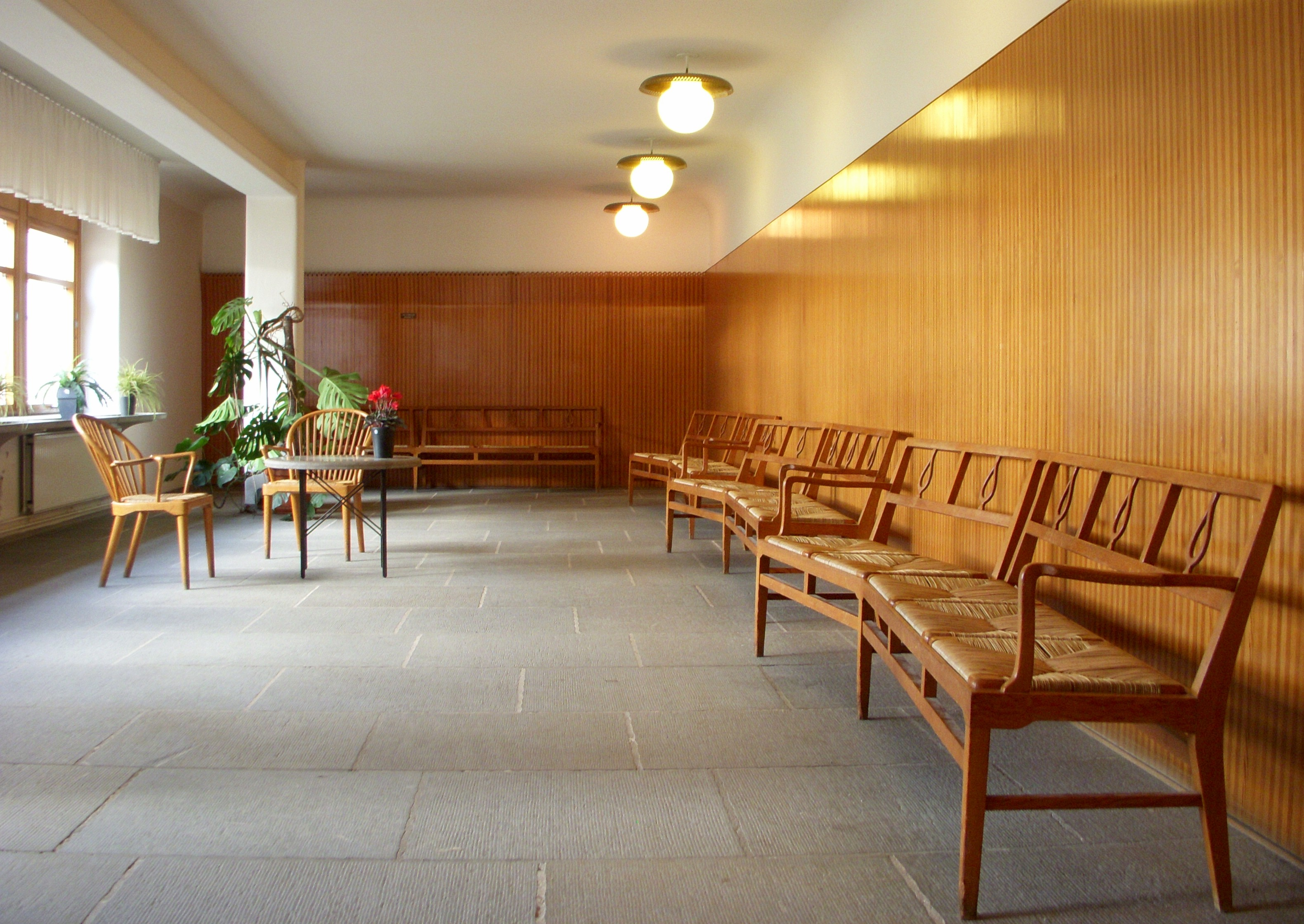
Väntrummet i Heliga Korsets kapell

Detaljer och inredning
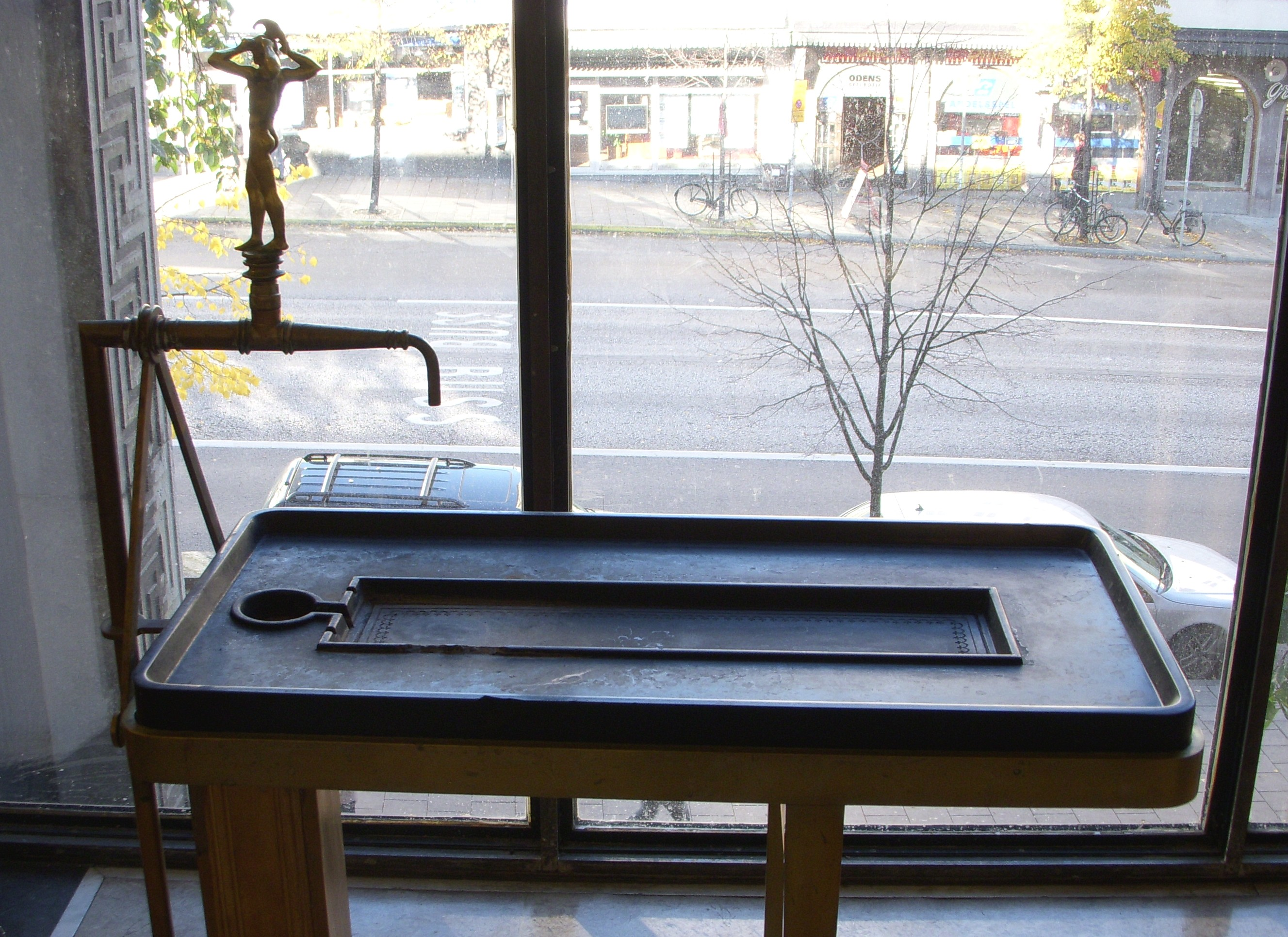
Dricksfontän i Stockholms stadsbibliotek
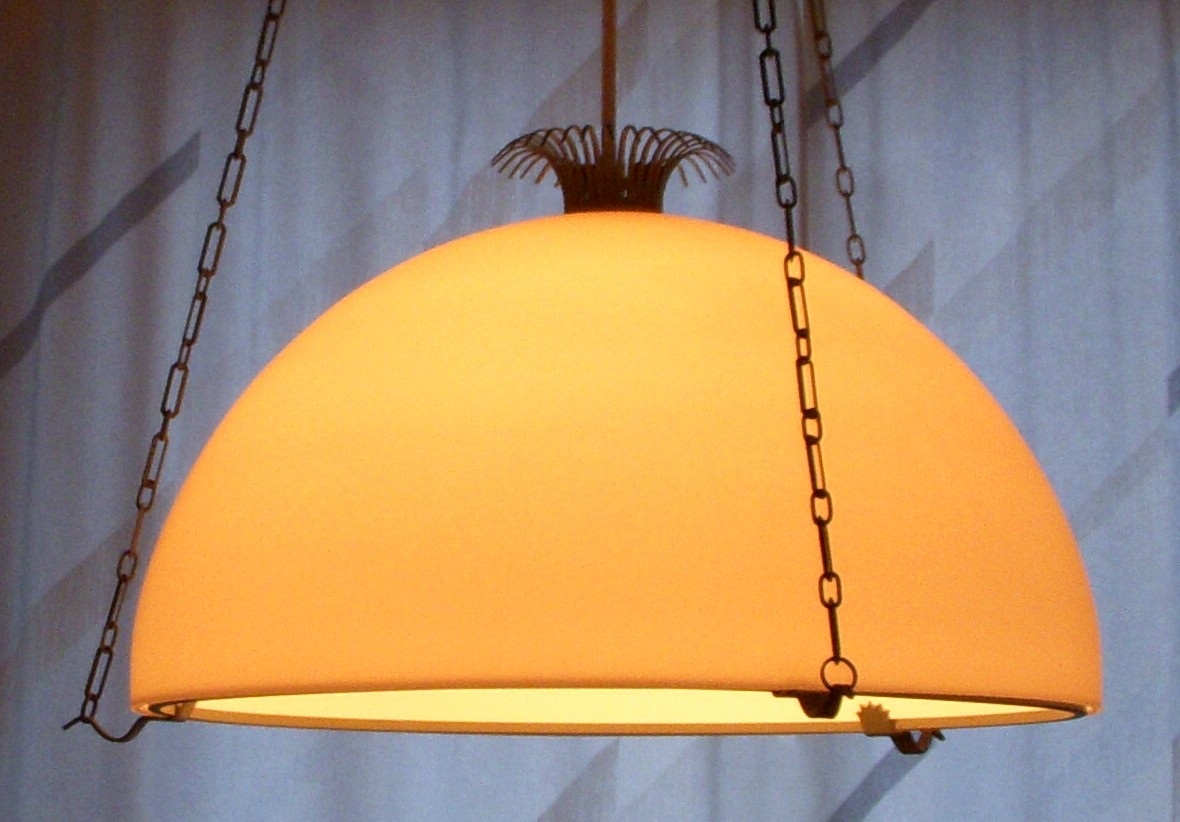
"Asplundlampan" 1922
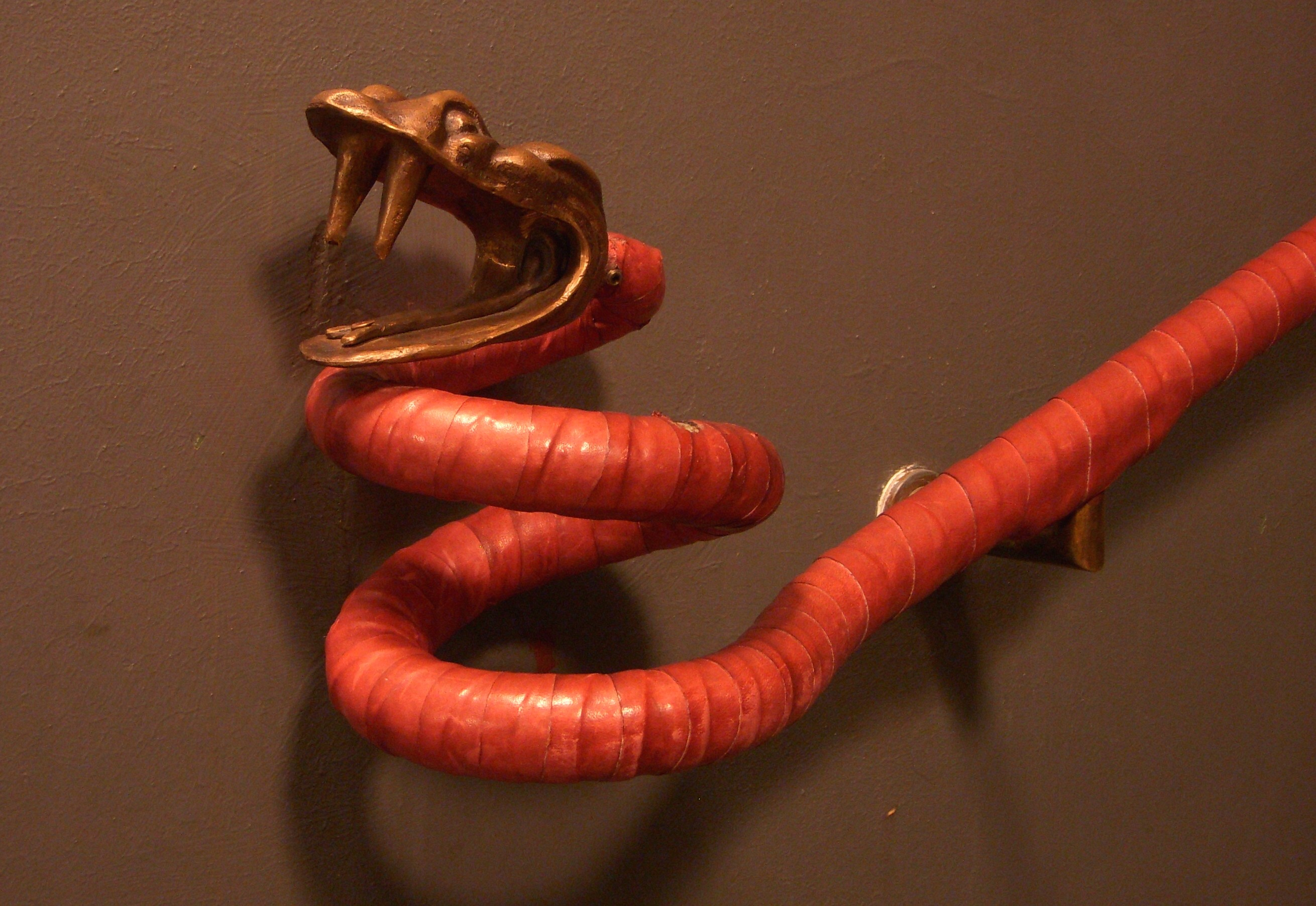
Handledare i Skandiabiografen
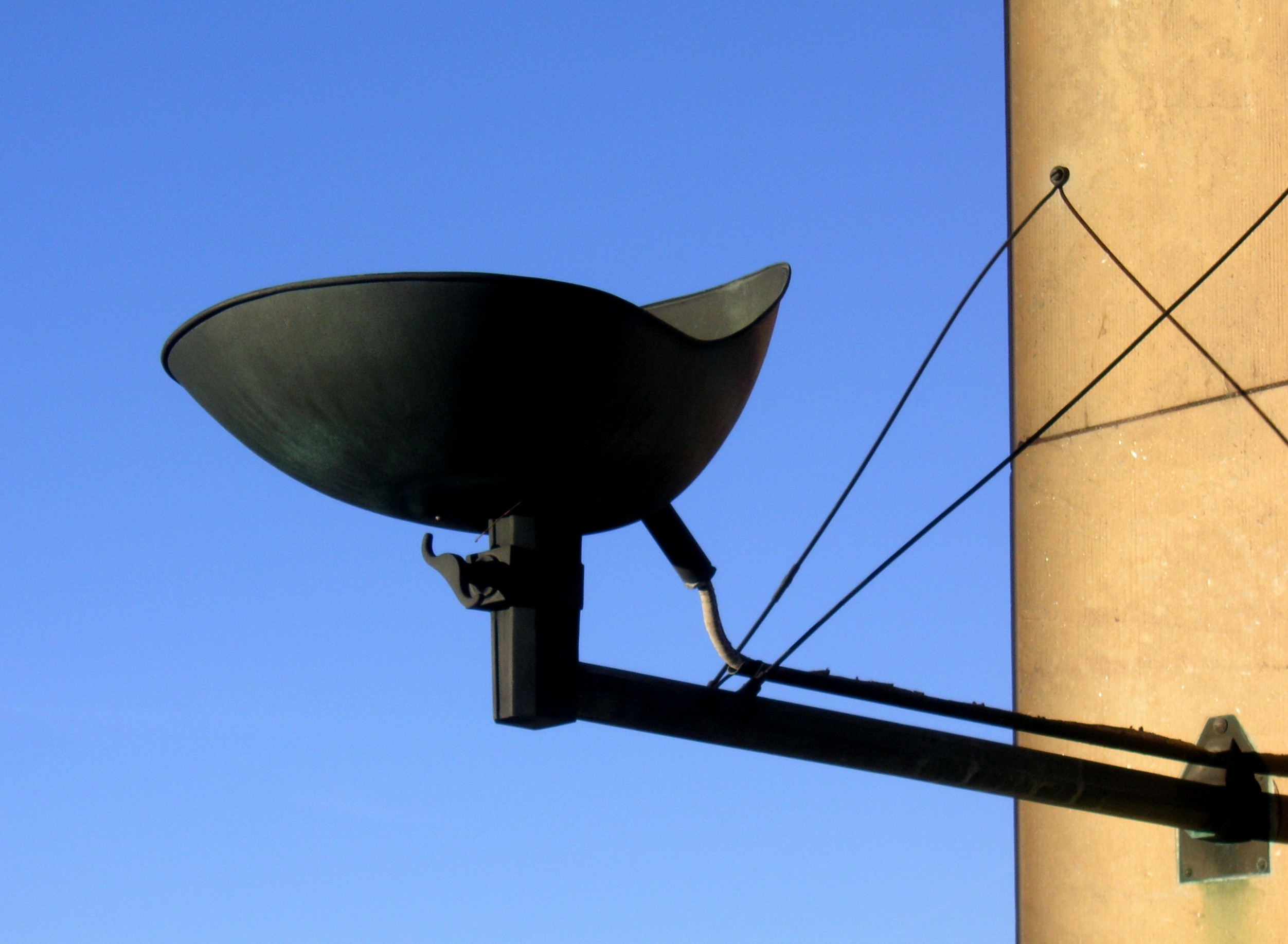
Belysning på Monumenthallen

## Verk i urval
- Asplundvillan, Ronneby (1909)
- Karlshamns läroverk (1912–1918)
- Villa Sturegården (1913)
- Karl Johansskolan (1914)

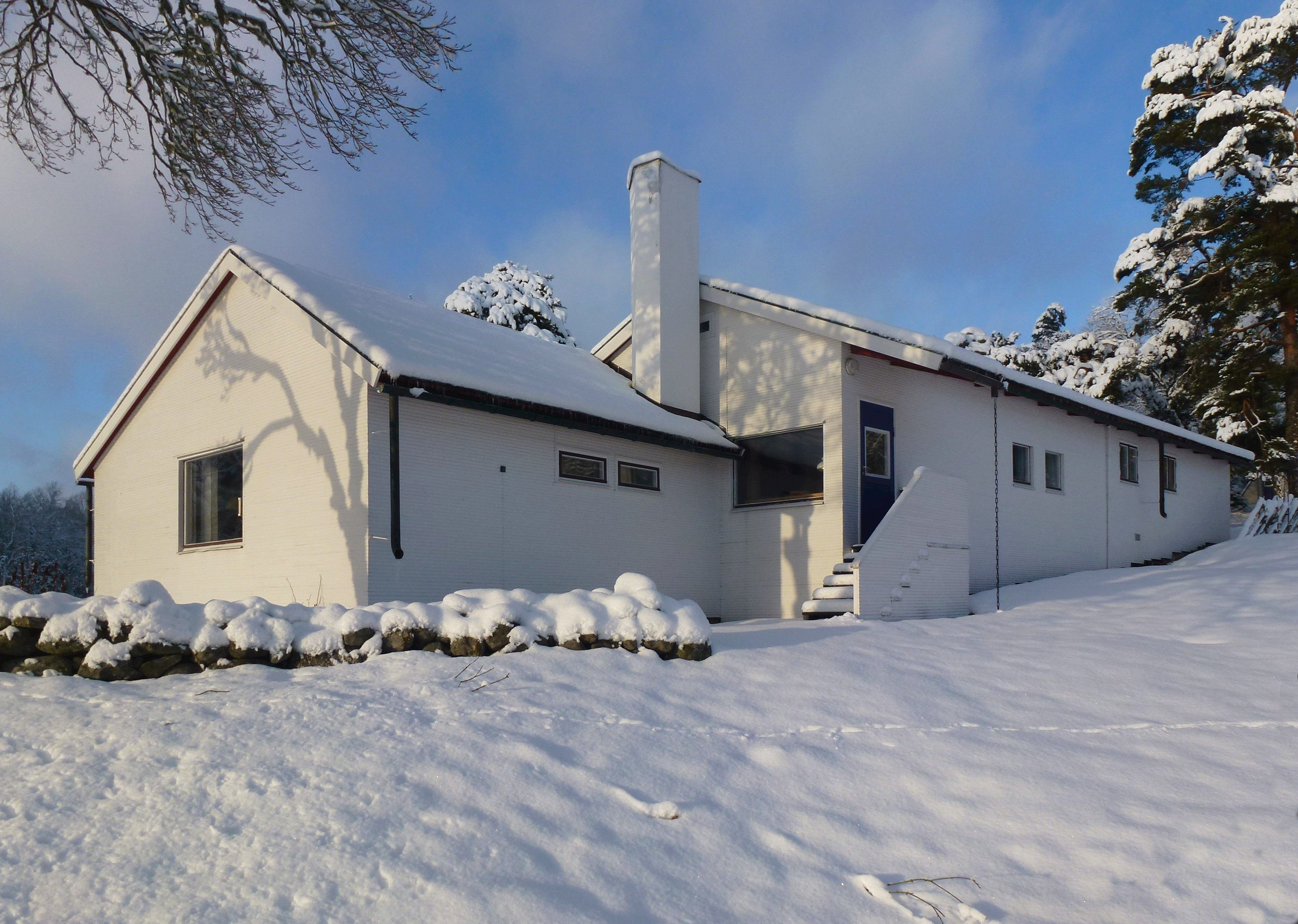
Asplunds sommarhus,
på Lisö i vinterskrud 2015.

- Nödbostäder i kvarteren Stativet och Tumstocken (1917–1918).
- Villa Snellman (1917–1918)
- Lagerhus i Sverige (1917–1919),  Lagerhuset i Vara (1918)
- Skogskapellet (1917–1920)
- Listers härads tingshus (1919–1921)
- Skandia-Teatern (1922–1923)
- Göteborgs rådhus, tillbyggnader (1913–1937)
- Stockholms stadsbibliotek (1928)
- Stockholmsutställningen 1930
- Kvibergs kyrkogård (1927–1935)
  - S:t Olofs kapell
- Stennäs sommarhus, eget sommarhus i Sorunda, Nynäshamns kommun, 1937
- Skogskrematoriet (1935–1940)
- Frösängs kapell (1938)
- Stockholms stadsarkiv (1940, slutfört av Sven Ivar Lind)
- Skogskyrkogården (1915–1940)
- Frescati Backe (Statens veterinärbakteriologiska anstalt) (1937–40)

### Noter

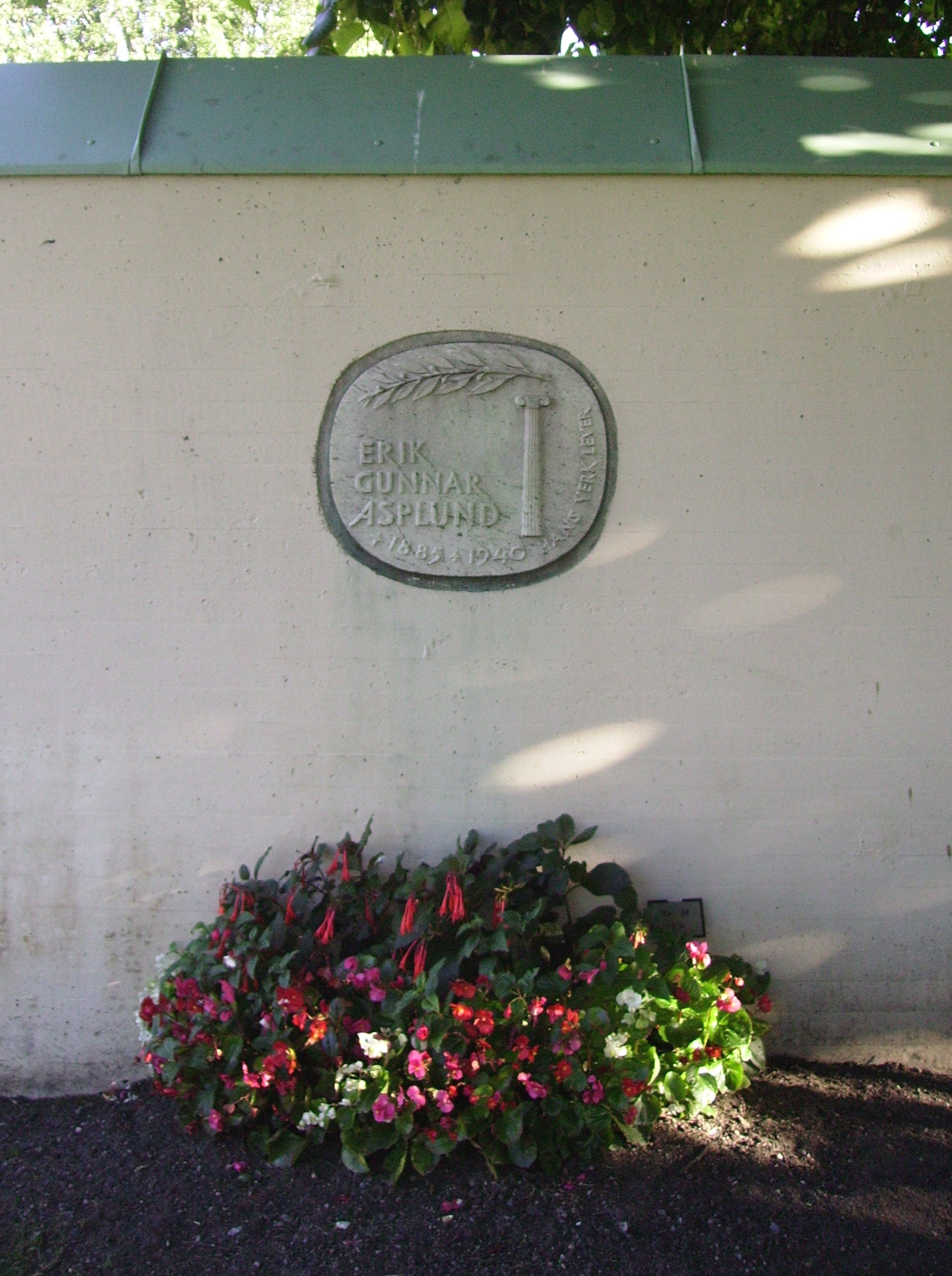
Asplunds grav på Skogskyrkogården